# Aquinas College (Nashville)
L'Aquinas College è un'università privata di indirizzo cattolico con sede a Nashville, nello stato americano del Tennessee.
Le origini dell'istituto si ricollegano con quelle della Saint Cecilia Normal School, aperta nel 1928 dalle suore domenicane della Congregazione di Santa Cecilia e destinata alla formazione delle religiose che si preparavano all'insegnamento. Nel 1961 la scuola si aprì agli alunni esterni alla congregazione e prese il nome di Aquinas Junior College: ebbe il titolo di college nel 1994